# پرنسس یخی (ترانه)
«پرنسس یخی» (به انگلیسی: Ice Princess) ترانه‌ای از رپر آمریکایی آزیلیا بنکس می‌باشد که در نخستین آلبوم استودیویی وی تحت عنوان بی‌پول با سلیقهٔ پرهزینه (۲۰۱۴) قرار دارد. این ترانه در ۲۳ مارس سال ۲۰۱۵ به‌عنوان اولین تک‌آهنگ از این آلبوم منتشر گردید.